# Sulcorebutia pulchra
Sulcorebutia pulchra là một loài thực vật có hoa trong họ Cactaceae. Loài này được (Cárdenas) Donald miêu tả khoa học đầu tiên năm 1971.